# Chłopi

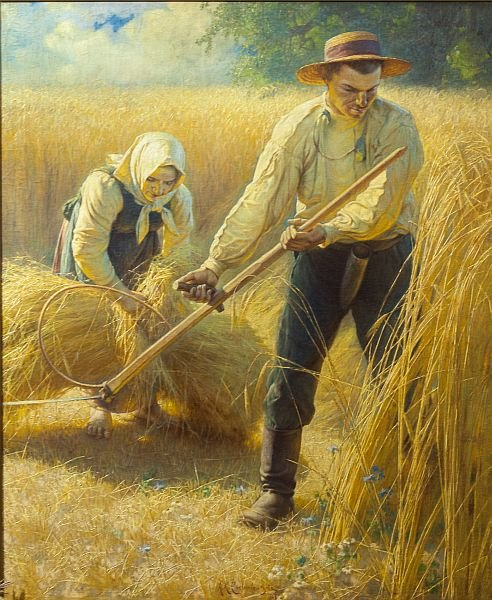
Chłopi na obrazie Żniwa, autorstwa Adama Ciemniewskiego

Chłopi – warstwa społeczna zamieszkująca tereny wiejskie, dominująca w społeczeństwach przedindustrialnych, zajmująca się produkcją rolną. Chłopów charakteryzuje odrębność warunków życia, obyczajów i tradycji, wynikająca z powiązania miejsca pracy z gospodarstwem domowym oraz uzależnienie procesu produkcji od warunków naturalnych.

## Geneza
Powstanie chłopów jako grupy społecznej i zawodowej miało miejsce około 4000 roku p.n.e. w czasie długotrwałego procesu przechodzenia ludzkości od łowiectwa i zbieractwa oraz koczownictwa do rolnictwa i hodowli zwierząt, oraz do osiadłego trybu życia. Proces ten zwany rewolucją neolityczną. miał miejsce w latach 10000–4000 p.n.e.

## Sytuacja chłopów w starożytności
Indywidualna gospodarka chłopska powstała w wyniku rozkładu wspólnoty pierwotnej. Warstwa chłopów istniała już w starożytnych społeczeństwach, choć istnienie niewolnictwa nie sprzyjało jej rozwojowi.

### W Egipcie i Mezopotamii

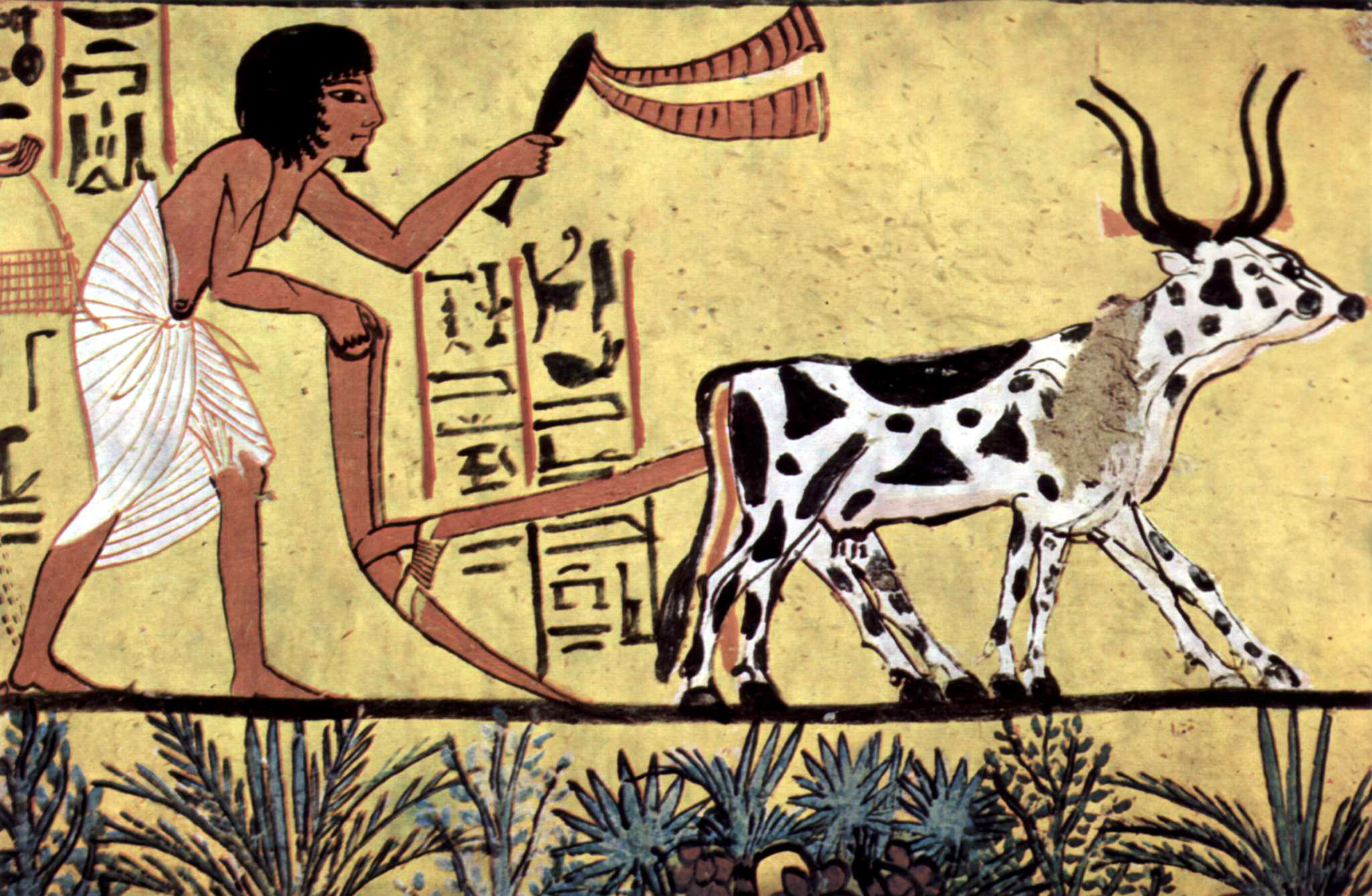
Malowidło egipskie przedstawiające chłopa przy orce wołami w czasach panowania faraona Ramzesa II.

W Egipcie i Mezopotamii konieczność stosowania systematycznego zbiorowego wysiłku przy pracach irygacyjnych spowodowała uzależnienie chłopów od władzy królewskiej, która przejęła prawo własności ziemi i narzuciła rolnikom wysokie podatki oraz przymusową pracę przy kanałach. W hierarchii społecznej stali nad niewolnikami.

### W Indiach
W społeczeństwie starożytnych Indii podzielonym na kasty chłopi wchodzili w skład wajśjów grupy stojącej nad śiudrami i pariasami. Według mitologii powstali z bioder Puruszy i zajmowali się uprawą roli, hodowlą bydła oraz handlem i rzemiosłem.

### W Grecji
W Starożytnej Grecji większość ziemi znajdowała się w posiadaniu chłopów, zatrudniających niekiedy jednego lub kilku niewolników. Od czasu Wielkiej Kolonizacji (VIII–VI w. p.n.e.) napływ taniego zboża spoza Grecji rujnował chłopów, którzy popadali w długi, a następnie – nie mogąc ich spłacić – także w niewolę. Mimo prób ratunku przez ogólne moratorium i nowy podział ziemi, liczba wolnych chłopów malała. W obawie przed rosnącym wzburzeniem, areopag uznał konieczność przeprowadzenia reform które przeprowadził w 594 p.n.e. Solon. Przeprowadzona przez niego reforma zaspokajała żądania chłopów ponieważ unieważniała wszystkie umowy pożyczkowe zawarte pod zastaw wolności lub ziemi. Tym którzy popadli w niewolę za długi zwrócono wolność. Chłopi stali się posiadaczami praw politycznych, bez których po reformie pozostali metojkowie. Chłopi uzyskujący dochód roczny poniżej 200 miar zboża zostali zobowiązani do służby wojskowej w lekkiej piechocie lub jako wioślarze, pozostali uzyskujący wyższy dochód służyli w piechocie ciężkozbrojnej. Kontynuatorem zmian Solona był Klejstenes.

### W Rzymie
Podobnie było i w Rzymie: we wczesnym okresie historii chłopi byli warstwą odgrywającą znaczną rolę w życiu gospodarczym i politycznym kraju, lecz poczynając od III wieku p.n.e. tworzenie się latyfundiów opartych na taniej pracy niewolniczej powodowało upadek drobnych gospodarstw. Zniszczenie Italii podczas wojen punickich (III w. p.n.e.), a następnie napływ taniego zboża z podbitych prowincji przyspieszały proces zaniku wolnych chłopów, czemu daremnie próbowały zapobiec agrarne reformy braci Tyberiusza i Gajusza Grakchów, w kwestii chłopskiej polegające głównie na przeprowadzeniu reformy rolnej w celu odbudowy warstwy drobnych rolników poprzez wprowadzenie ustawy ograniczającej do około 250 hektarów obszar ziemi publicznej będącej w posiadaniu właścicieli prywatnych.
Dopiero kryzys niewolniczego sposobu produkcji, którego objawy wystąpiły już w poł. I w n.e., skłonił właścicieli latyfundiów do powierzania niewielkich działek drobnym dzierżawcom, kolonom, początkowo wolnym, później przypisanym do ziemi. Oprócz kolonów osadzano też na ziemi na podobnych warunkach niewolników (servi casati). Kolonowie i servi casati stali się u schyłku starożytności zalążkiem warstwy społecznej poddanych chłopów. W 73 p.n.e. wielu chłopów poparło powstanie niewolników kierowane przez Spartakusa a znaczna ich część głównie zubożałych chłopów zasiliła szeregi powstańców. Co nie pozostało bez wpływu na odniesienie przez powstańców kilku zwycięstw nad regularną armia rzymską.

## Sytuacja chłopów w średniowieczu
Po upadku zachodniego Cesarstwa Rzymskiego w V wieku, osadnictwo wolnych wojowników germańskich na ziemiach zabranych Rzymowi stworzyło tu znów warstwę wolnych chłopów, istniejącą we wczesnym średniowieczu obok kolonów i niewolnych.
W Bizancjum, gdzie system niewolnictwa utrzymał się dłużej, wolne chłopstwo powstawało w wyniku kolonizacji słowiańskiej (od 2 poł. VI w.). Równocześnie rozkład wspólnoty rodowej w krajach germańskich i słowiańskich wchodził w ostatnią fazę, kształtowała się w nich indywidualna gospodarka chłopska. Podobnie jednak jak w starożytności, wolność chłopska nie okazała się trwała. Klęski żywiołowe, zniszczenia wojenne, ucisk fiskalny i powstawanie wielkich posiadłości skłaniał coraz częściej wolnych chłopów do rezygnacji z prawa własności ziemi na rzecz Kościoła lub możniejszych sąsiadów, z zastrzeżeniem sobie tylko prawa użytkowania. Proces ten, obserwowany najwcześniej i najwyraźniej w państwach powstałych na gruzach starożytnego Imperium Rzymskiego, objął już we wczesnym średniowieczu całą Europę.
Utraciwszy własność ziemi, wolni dotąd chłopi stawali się zależni od pana feudalnego nie tylko jako od właściciela roli, którą użytkowali, ale także jako od przedstawiciela władzy publicznej – popadali więc w poddaństwo. Ponieważ także servi casati podnieśli się dzięki faktycznej swobodzie do roli poddanych, zobowiązanych tylko do ściśle określonych danin i powinności, do X w. zatarły się w Europie Zachodniej istotne różnice między rozmaitymi wczesnośredniowiecznymi kategoriami ludności pracującej na roli, jak niewolnicy (servi casati), półwolni (liti, coloni), czy wolni (liberi, franci, ingenui). Terminy te oznaczały już tylko różnice pochodzenia, a nie rzeczywistego położenia, wszyscy oni bowiem pozostawali faktycznie w poddaństwie i zobowiązani byli wobec pana feudalnego do podobnych powinności i usług: wychodzili na pańszczyznę, dawali daninę (renta feudalna) i podlegali najrozmaitszym ograniczeniom prawnym (sądownictwo patrymonialne, przywiązanie do ziemi).

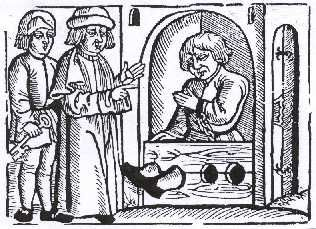
Chłop w dybach; kara ta dotykała najczęściej chłopów pańszczyźnianych

W Bizancjum poddaństwo chłopów upowszechniło się w XI-XII w. za panowania dynastii Komnenów, w Europie Środkowej i Wschodniej w tym samym mniej więcej czasie. W ten sposób w średniowiecznej Europie powstała warstwa chłopów jako jedna z dwu podstawowych warstw społeczeństwa feudalnego. Obarczeni nadmiernymi ciężarami, chłopi bronili się przed wyzyskiem i uciskiem głównie przez bierny opór, zbiegostwo i zbójnictwo.
Formą oporu chłopów był też ich udział w krucjatach i popieranie średniowiecznych ruchów religijnych. Ponieważ Kościół w średniowieczu kształtował świadomość chłopską, kryzys w nim zapoczątkowany w 1517 przez wystąpienie Marcina Lutra oraz reformację miał wpływ na wybuch buntów chłopskich w całych Niemczech oraz w krajach austriackich.
Wystąpienia zbrojne chłopów przeciw panom były we wczesnym średniowieczu rzadsze i nie objęły większych terenów.
Od XI-XII w. rozwijająca się w przeludnionej Europie Zachodniej kolonizacja nieużytków zapoczątkowała proces zamiany dotychczasowych świadczeń chłopskich na określonej wysokości czynsz płacony w ziarnie lub w pieniądzu. Z biegiem czasu, w miarę rozwoju stosunków towarowo-pieniężnych, coraz bardziej przeważała ta druga forma czynszu, co wobec powolnego, lecz systematycznego spadku wartości pieniądza znacznie odciążała gospodarstwa chłopskie. W wiekach następnych głód pieniądza skłaniał feudałów do zgody na wykupywanie się chłopów z poddaństwa osobistego. Zdarzało się też, że w poszukiwaniu źródeł dochodu przymuszano chłopów do wykupywania się na wolność (np. za czasów króla francuskiego Ludwika X w 1314–1316).
W ciągu XIII-XVI w. poddaństwo osobiste i sądowe ulegało kolejno likwidacji w północnych Włoszech, Anglii, Francji. Chłopi poddani zmieniali się formalnie w wolnych dzierżawców gruntu, co jednak nie uwalniało ich z zależności feudalnej, gdyż nadal byli zobowiązani do świadczeń z racji użytkowania ziemi. Ich ekonomiczne położenie pogarszał wzrastający ucisk feudalny oraz wciąż ponawiane próby narzucenia chłopom zwiększonych powinności. Choć pocieszano się przy tym, że „Jacques bonhomme a bon dos, il souffre tout” („grzbiet chłopski wszystko zniesie”), schyłek średniowiecza był w Europie Zachodniej okresem wielkich powstań chłopskich (we Francji Żakeria w 1358 r., w Anglii powstanie Wata Tylera w 1381 r., w Niemczech – wojna chłopska w 1525 r.).

## Sytuacja chłopów w czasach nowożytnych

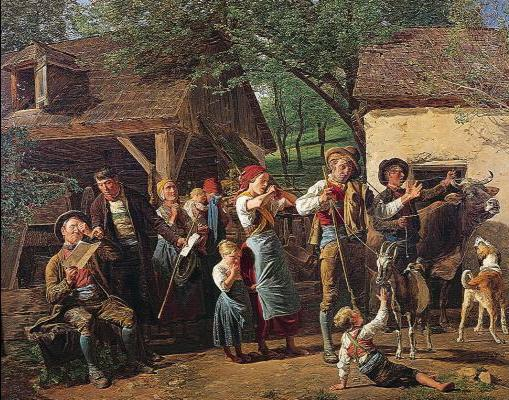
Wywłaszczenie chłopów w Austrii (1847)

Od XVI w. rozwój stosunków agrarnych potoczył się odmiennymi torami na zachodzie i wschodzie Europy: na zachód od Łaby feudalizm stopniowo obumierał, na wschód od Łaby nastąpił nawrót do zaostrzonych form poddaństwa.

### W Anglii
Szybki rozwój systemu kapitalistycznego w Anglii, zakończony powstaniem burżuazji w połowie XVII w. przyczynił się do wywłaszczenia chłopów z ziemi. Proces ten zapoczątkowany już w XV w. (ogradzanie) w związku z rozwojem hodowli owiec, przybrał na sile w okresie rewolucji przemysłowej u schyłku XVIII w. i doprowadził w 1 poł. XIX w. do prawie całkowitej likwidacji chłopstwa angielskiego, które zasiliło proletariat miejski. 

### We Francji
We Francji powinności chłopskie utrzymywały się aż do końca XVIII w. Chłopi cieszyli się jednak wolnością osobistą, a trudności życia chłopów polegały nie tyle na wysokości czynszów, co na sposobie ich pobierania, na częstej samowoli seniorów, wreszcie na przymusie korzystania za wygórowaną opłatą z pańskich młynów, pieców piekarskich, tłoczni winnych itp. (tzw. banalitety). Dodatkowo w wyniku kosztownych wojen XVII i XVIII w. powiększały się jeszcze nierówności społeczne.
Przed wybuchem rewolucji we Francji liczba chłopów wynosiła około 19 milionów i stanowiła 75% jej mieszkańców, którzy jako stan obciążeni byli mnóstwem powinności, podatków i danin na rzecz szlachty, państwa i kościoła. Poza czynszem ciążyły na nich wysokie daniny w naturze, opłaty ściągane przy różnych okazjach, obowiązki z tytułu pańszczyzny nadzwyczajnej oraz obowiązek szarwarku który w 1787 wynosił 30 dni w roku. Pierwsze zmiany korzystne dla chłopów wprowadził w 1779 król Ludwik XVI znosząc poddaństwo w dobrach królewskich i nakazując jego likwidację na terenie reszty kraju. Mimo to przed rewolucją jeszcze 2 mln, z 19 mln chłopów francuskich żyło w poddaństwie. Z chwilą wybuchu rewolucji chłopi oprócz tego że przestali wywiązywać się z obciążeń feudalnych oraz dziesięciny, zaczęli napadać na zamki i dwory niszcząc w nich archiwa zawierające wykazy obciążających ich powinności.
Rozruchy chłopskie w pierwszych dniach rewolucji francuskiej w 1789 r. sprawiły, że już 4 VIII 1789 Konstytuanta zniosła wiele praw ograniczających wolność osobistą i własność chłopską. Zlikwidowano sądownictwo patrymonialne, prawo panów do usług osobistych chłopów, prawo polowania i przywileje podatkowe szlachty. Natomiast o zniesieniu wszelkich praw feudalnych oraz uznaniu chłopów za pełnych właścicieli ziemi zadecydował 17 lipca 1793 Konwent Narodowy.
Na zachodzie Niemiec rozwój stosunków agrarnych przebiegał podobnie jak we Francji, choć powinności chłopskie były na ogół większe, a zależność osobista cięższa. Ostatecznie zniesienie poddaństwa nastąpiło tu w związku z wojnami napoleońskimi (Westfalia 1807, Bawaria 1808, Hesja 1811, Wirtembergia 1819).
Zupełnie inaczej układały się stosunki w krajach leżących na wschód od Łaby, które od XVI w. stały się głównym dostawcą zboża dla Zachodu. Zainteresowana w organizowaniu własnych folwarków szlachta narzuciła chłopom pańszczyznę, której wymiar w ciągu XVI i XVII w. stale rósł. Towarzyszyło temu przywiązanie chłopów do ziemi. Nie zdołał powstrzymać tych przeobrażeń opór chłopski, najsilniejszy w Rosji (powstania: Bołotnikowa w 1606 r., Razina w 1667 r., Buławina w 1707 r., Pugaczowa w 1773 r.).

### W monarchii Habsburgów

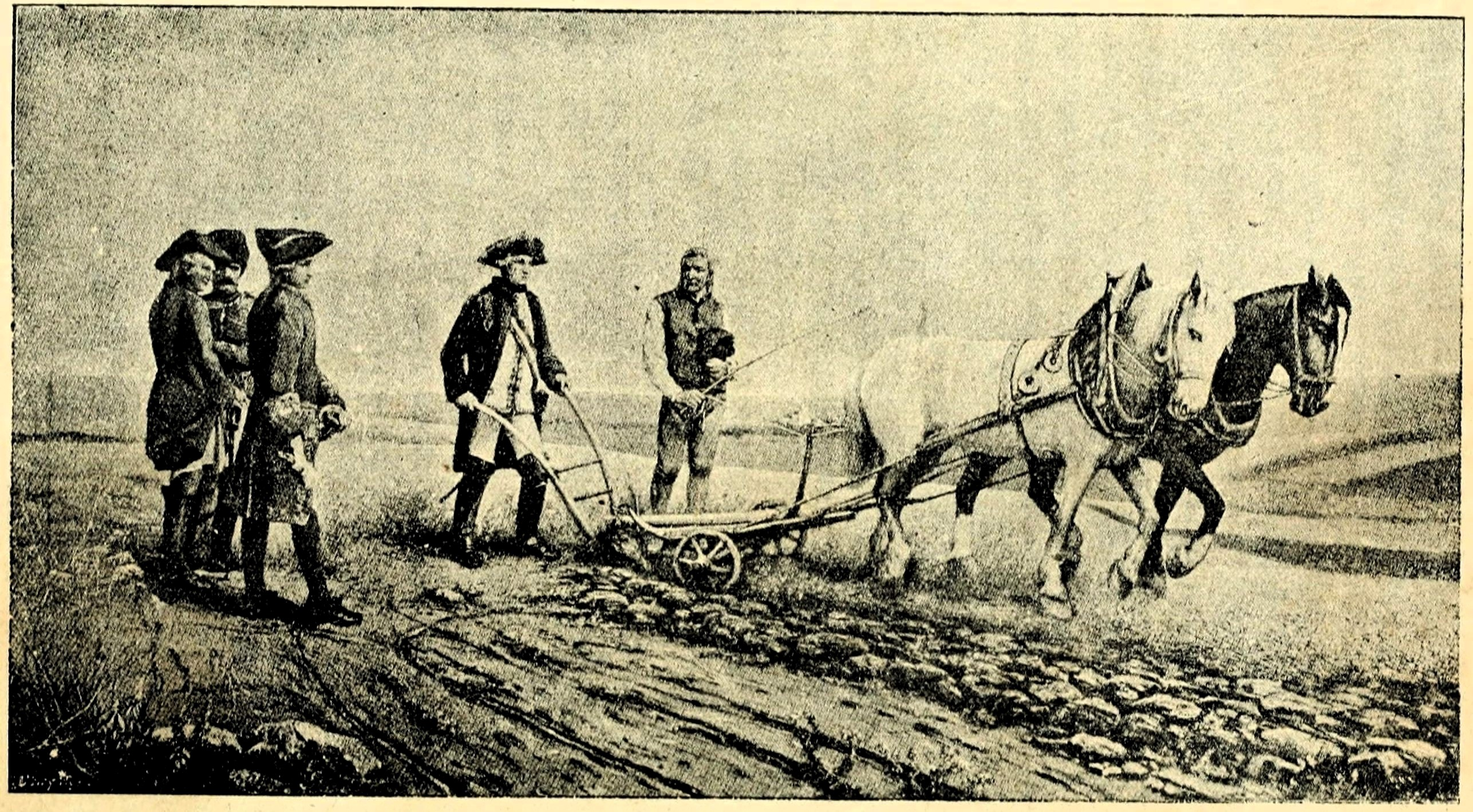
Cesarz Józef II przy orce pola w Czechach. Propagandowa ilustracja ukazująca cesarza jako przyjaciela chłopów

Pierwsze reformy agrarne w krajach wchodzących w skład monarchii Habsburgów korzystne dla chłopów wprowadziła Maria Teresa. Dobra państwowe podzielono na gospodarstwa rolne i oddano w dziedziczną dzierżawę wolnym chłopom. Cesarz Józef II kontynuując reformy zapoczątkowane przez matkę złagodził poddaństwo w dobrach prywatnych, umożliwiając chłopom bez zgody właściciela dóbr zmianę miejsca zamieszkania, wybór zawodu oraz swobodne zawieranie małżeństw. Dalsze zmiany planowane przez cesarza polegające za zamianie pańszczyzny na czynsz z powodu oporu feudałów opóźniały się, a z powodu śmierci cesarza w 1790 nie weszły w życie. Dopiero pod wpływem wiosny ludów w 1848 w monarchii dokonano likwidacji stosunków feudalnych i przeprowadzono uwłaszczenie chłopów.
Stosunki społeczne na wsi kształtowano w Europie Wschodniej odgórnie, tzw. pruską drogą, uwzględniając przede wszystkim interesy szlachty. Zniesienie poddaństwa i uwłaszczenie chłopów (Prusy w 1816 r., Austro-Węgry w 1848 r., Rosja w 1861 r.) połączone było z zaborem części gruntów chłopskich przez szlachtę. Razem z rozwojem wolnego handlu produktami rolnymi następował proces rozwarstwiania społecznego chłopów, podczas którego część z nich bogaciła się i zbliżała do grupy bogatych producentów, a część biedniała i zasilała szeregi miejskiego proletariatu. Szybkość postępowania tego procesu oraz rozpiętość różnic społecznych zależała od warunków ekonomicznych w poszczególnych krajach, na których ukształtowanie decydujący wpływ ma stopień przekształcenia gospodarki feudalnej w kapitalistyczną (amerykańska droga rozwoju kapitalizmu w rolnictwie, pruska droga rozwoju kapitalizmu w rolnictwie). Proces stałego rozwarstwiania się chłopów doprowadził do ukształtowania się grup bogatych rolników związanych z gospodarstwami zdolnymi do akumulacji, dającymi znaczne nadwyżki rynkowe, wymagającymi stałego zatrudnienia siły najemnej; grup chłopów gospodarujących bez nadwyżek lub z pewnymi nadwyżkami, zdolnych do zaspokajania potrzeb swoich i rodziny z dochodów płynących z gospodarstwa, biednych rolników, gospodarujących na swojej ziemi, ale zmuszonych prócz tego do pracy najemnej na wsi lub w mieście; powstają wreszcie grupy chłopów bezrolnych stanowiących wiejską biedotę lub powiększających szeregi proletariatu miejskiego.

### W Związku Radzieckim
Głód ziemi, w okresie wojny domowej w Rosji spowodował, że chłopi dzielili między siebie ziemie folwarczne oraz grunty należące do majątków ziemskich. Problemu tego nie rozwiązał ani Rząd Tymczasowy ani bolszewicy którzy w 1917 dążyli do przekazywania ziemi chłopom jedynie w użytkowanie. Z dążeniem chłopów do posiadania ziemi na własność kolidowała idea czerwonych. To spowodowało, że czerwoni agitatorzy podjęli próby przekonania chłopów aby oddali swoje ziemie i przystąpili do tworzenia gospodarstw kolektywnych. Twierdzili, że rolnictwo kolektywne ma przewagę nad indywidualnym. W początkowym okresie Związku Radzieckiego idea tworzenia spółdzielni i kolektywizacji przegrała z chłopskimi dążeniami do posiadania własnych gospodarstw rolnych. Wpływ na to miała m.in. agitacja białych, którzy przestrzegali, że w przypadku zwycięstwa czerwonych wszystko zostanie skolektywizowane. Brak znaczących ingerencji władz ZSRR w rolnictwo spowodował, że osiągnęło ono w połowie lat dwudziestych rozmiar produkcji rolnej porównywalny z okresem przedwojennym. Był to najlepszy okres dla chłopów w całej historii ZSRR. 
Powstały z końcem lat dwudziestych kryzys spowodował, że rządzący komuniści postanowili rozwiązać go poprzez przymusową kolektywizację. To w tym czasie rozpoczęło się konfiskowanie zapasów żywności posiadanych przez chłopów oraz nagonka na bogatych chłopów zwanych kułakami. Przymusowa kolektywizacja przekształciła się w koszmar, a nienawiść chłopów do nowej instytucji połączona z brakiem bodźców motywacyjnych doprowadziła do spadku produkcji rolnej. W latach 1928–1932 produkcja upraw zmniejszyła się o 10%, a hodowla zwierząt aż o 50%. Ostatecznie kolektywizacja doprowadziła do skrajnej biedy i głodu nawet na wsi. Dwa lata nieurodzaju, które wystąpiły w 1932 i 1933 roku spowodowały, że Związek Radziecki został dotknięty najcięższą klęską głodu w swojej historii. Wystąpiły nawet przypadki kanibalizmu. Aż do 1974 chłopi w ZSRR nie mieli prawa do swobodnego podróżowania po swoim kraju przez brak paszportów wewnętrznych.

## Wojny chłopskie
Powstania skierowane przeciw panującemu ustrojowi feudalnemu w których uczestniczyła wielka ilość chłopów i obejmujące swym zasięgiem znaczne tereny zwane są wojnami chłopskimi. Pomimo że stanowiły dla ustroju feudalnego znaczny wstrząs nie doprowadziły do jego upadku. Wojny chłopskie rozpoczęło powstanie chłopskie w 1358 we Francji. Powodem wybuchu powstania było wyniszczenie wsi wojną i epidemiami, a także wzrost podatków i danin. Chłopi na których czele stanął były żołnierz Wilhelm Cale nawoływali do stworzenia świata bez szlachty.
Kolejne powstanie chłopskie miało miejsce w 1381 w Anglii któremu przewodzili Wat Tyler i John Ball w czasie którego żądano zniesienia ustaw poddańczych, podzielenia majątku kościelnego i zrównania stanów oraz stworzenia Królestwa Bożego na ziemi, gdzie wszyscy będą równi. Po upadku powstania Wata Tylera statuty znoszące poddaństwo chłopów wprowadzone w czasie jego trwania, unieważniono.
Do wojen chłopskich zalicza się też wojny husyckie w Czechach w czasie których walczono o zmianę stosunków społecznych i politycznych, dążąc do zniesienia pańszczyzny i poddaństwa oraz wprowadzenia wspólnoty majątkowej. Domagano się także gruntownych reform doktryny i organizacji kościoła. Najbardziej radykalnym odłamem husyckim byli taboryci skupiający chłopów i biedotę miejską. Zorganizowali oni doskonałą armię dowodzoną przez Jana Žižkę i Prokopa Wielkiego, która odniosła wiele zwycięstw nad wojskami cesarza Zygmunta Luksemburskiego.
Na Węgrzech wojna chłopska zwana powstaniem Dozsy miała miejsce w 1514. Armia chłopska w sile około 100 tysięcy ludzi pod wodzą Gyorga Dozsy przygotowana do krucjaty przeciw Turkom, miała zostać rozwiązana ponieważ szlachta w obawie przed uzbrojonymi chłopami, wymogła na prymasie Węgier odwołanie krucjaty i rozwiązanie chłopskiej armii. Chłopi jednak nie podporządkowali się tej decyzji i wystąpili przeciw wyzyskującej ich szlachcie. Pustoszyli kraj, palili zamki zabijając panów i ich rodziny. Do rozstrzygającej bitwy między armią chłopska a wojskami Jana Zapolyi późniejszego króla Węgier doszło pod Temeswarem. Po przegranej bitwie chłopi zostali surowo ukarani a dodatkowo zwiększono im podatki oraz wymiar pańszczyzny.
Kolejnym powstaniem chłopskim była wojna chłopska w Niemczech toczona w latach 1524–1526, której przywódcą był Thomas Müntzer. Przyczyną jej wybuchu było zwiększenie wyzysku feudalnego a chłopi walczyli w niej o całkowitą likwidację stosunków feudalnych, zniesienie poddaństwa i świadczeń feudalnych oraz sekularyzację dóbr kościelnych.
W 1525 doszło do próby utworzenia w Tyrolu państwa chłopskiego. Jego organizatorem był Michael Gaismair. Opracował on tzw. Tiroler Landesordnung co było rodzajem konstytucji. W Tiroler Landesordnung żądano wprowadzenia państwowego monopolu handlu, samowystarczalnej gospodarki rolnej oraz upaństwowienia kopalń. Aby to osiągnąć Gaismair szukał pomocy u wrogów władających Austrią Habsburgów. Jego zabójstwo przez wynajętych morderców stało się jedną z głównych przyczyn upadku powstania. Mimo że powstania chłopskie zostały stłumione, w ogólnym rozrachunku chłopi zyskali, bowiem w obawie przed kolejnymi buntami chłopskimi złagodzono wyzysk feudalny.
W Szwecji doszło do powstania chłopskiego pod przywództwem zbiega Nilsa Dackego. Powstanie wybuchło z powodu zbyt rygorystycznie ściąganych podatków oraz na tle religijnym. Do pierwszych wystąpień doszło w 1542 w prowincji Smaland gdzie zabitych zostało kilku poborców podatkowych. Chłopi pomimo że pod wodzą Dackego odnieśli kilka zwycięstw nad armią królewską zgodzili się w listopadzie 1542 na zawarcie rozejmu. Król Gustaw I Waza, pomimo że obiecał chłopom zmniejszenie podatków, wzmacniał swoje siły w Smalandzie. Na początku 1543 doszło do bitwy w której armia królewska pokonała powstańców.
Na terenie Rosji doszło aż do kilku powstań chłopskich mających miejsce w 1606, 1667, 1707 i w 1773. Ich przywódcami byli: Iwan Bołotnikow, Stiepan Razin, Kondratij Buławin i Jemieljan Pugaczow.
Do wojen chłopskich należy też powstanie tajpingów w Chinach.

## Uwłaszczenie chłopów

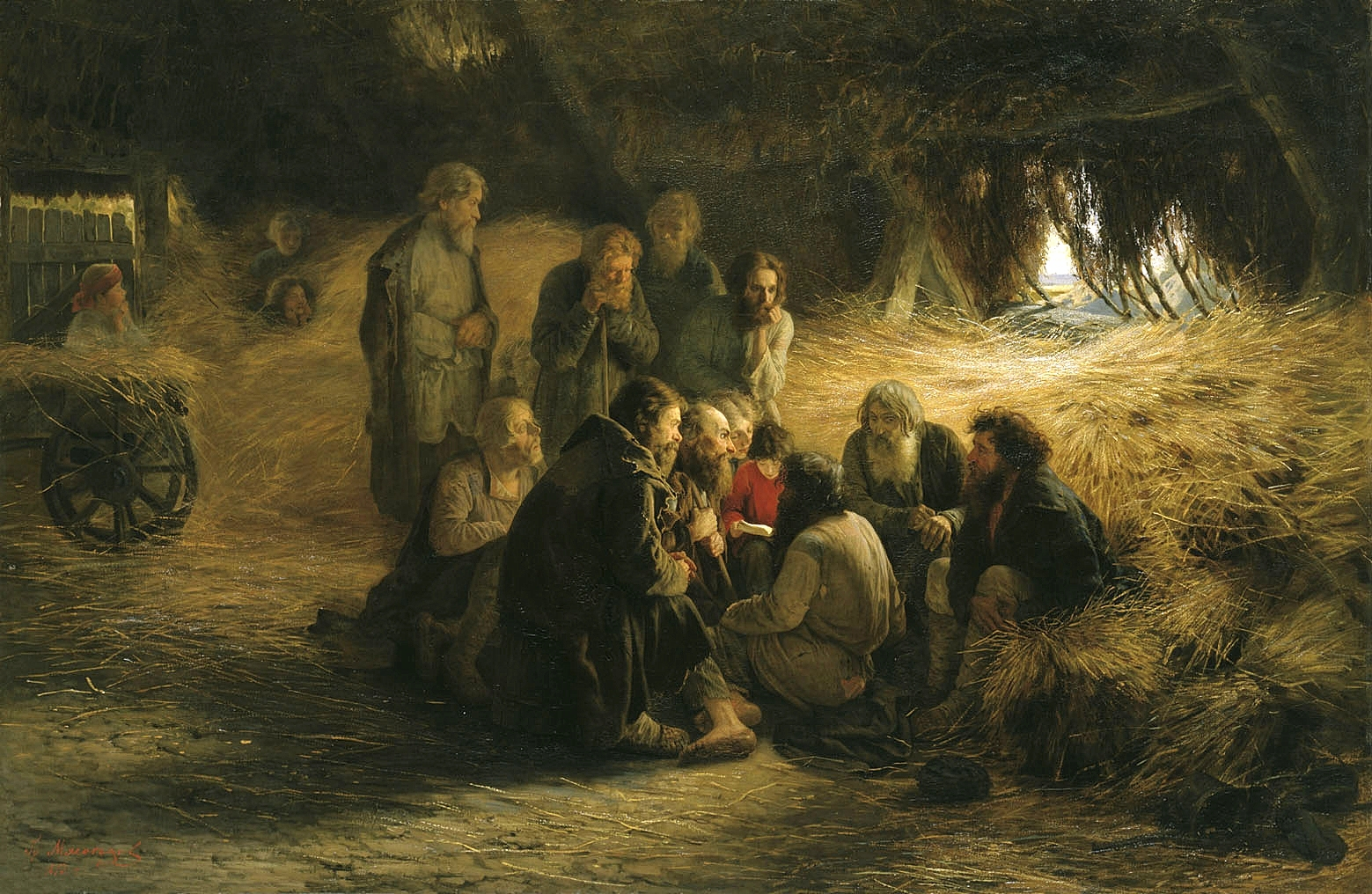
Czytanie manifestu 19 lutego 1861 roku wydanego przez cara Aleksandra II, obraz pędzla Grigorija Miasojedowa

Zasadnicze znaczenia dla chłopów miało wprowadzone w XIX wieku uwłaszczenie, czyli przekazanie im na własność prawa do posiadanej od wieków przez nich ziemi, oraz zniesienie obciążeń feudalnych, głównie: pańszczyzny i dziesięcin, oraz innych darmowych prac. Uwłaszczenie chłopów miało miejsce we Francji w latach 1789–1794, w Prusach w latach 1807–1872, w Austrii w 1848, w Rosji w 1861 i w Królestwie Polskim w 1864. Uwłaszczenie przeprowadzano według trzech modeli: angielskiego, francuskiego i pruskiego. W Królestwie Polskim przeprowadzono je na mocy dekretu cara Aleksandra II Romanowa z 2 marca 1864. Projekt reform uwłaszczeniowych opracował Mikołaj Milutin.

## Chłopi w okresie pouwłaszczeniowym

Młode Rosjanki przed tradycyjnym drewnianym domem w pobliżu miasteczka Kiriłłow (1909)

Pod koniec XIX wieku chłopi stali się liczącą się grupą społeczną, zyskującą świadomość swojej odrębności i świadomość narodową. Rola tej warstwy jako istotnej była podkreślana przez rewolucyjnych marksistów postulujących wizję społeczeństwa komunistycznego, opartego na chłopstwie i proletariacie.
W sytuacji dużego zróżnicowania społecznego można mówić o chłopach jako o pewnej całości przede wszystkim ze względu na wspólne warunki bytowania, fizyczny charakter pracy, obyczajowość, tradycje itp. Więzi te grają dużą rolę zwłaszcza tam, gdzie zmiany społeczne dokonały się stosunkowo niedawno, i zachowały się relacje wywodzące się ze społeczności tradycyjnych.

## Chłopi w Polsce

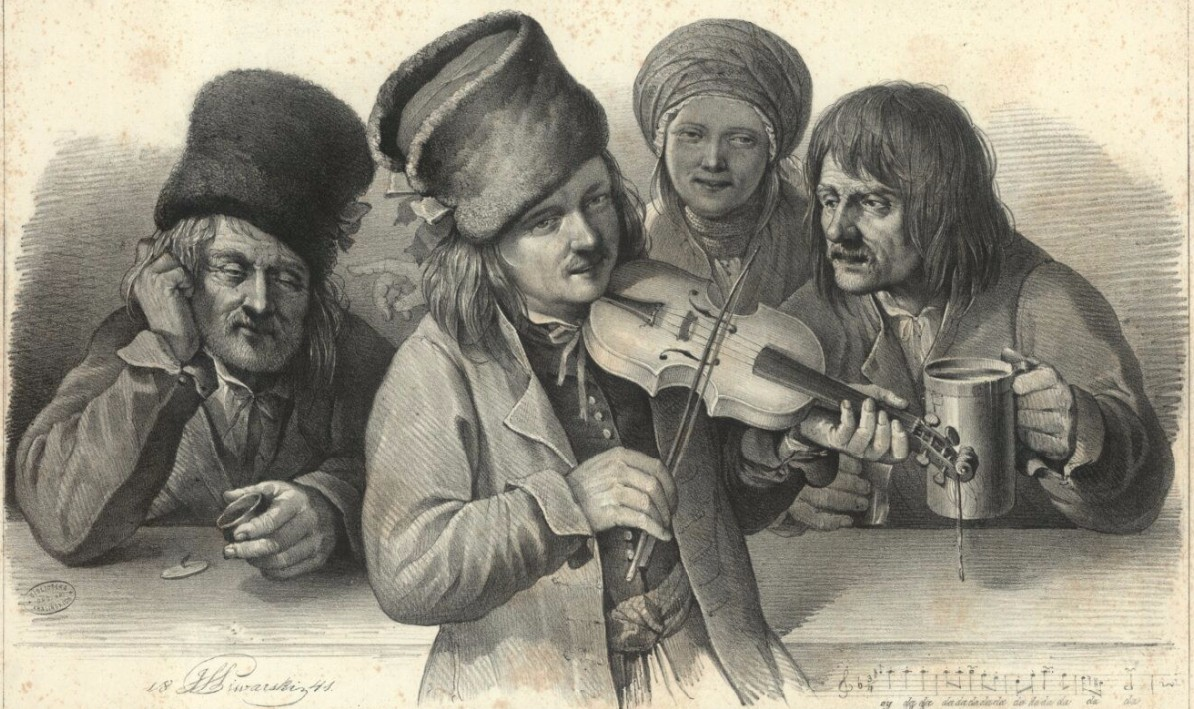
Grajek Mazur i chłopi z okolic Warszawy

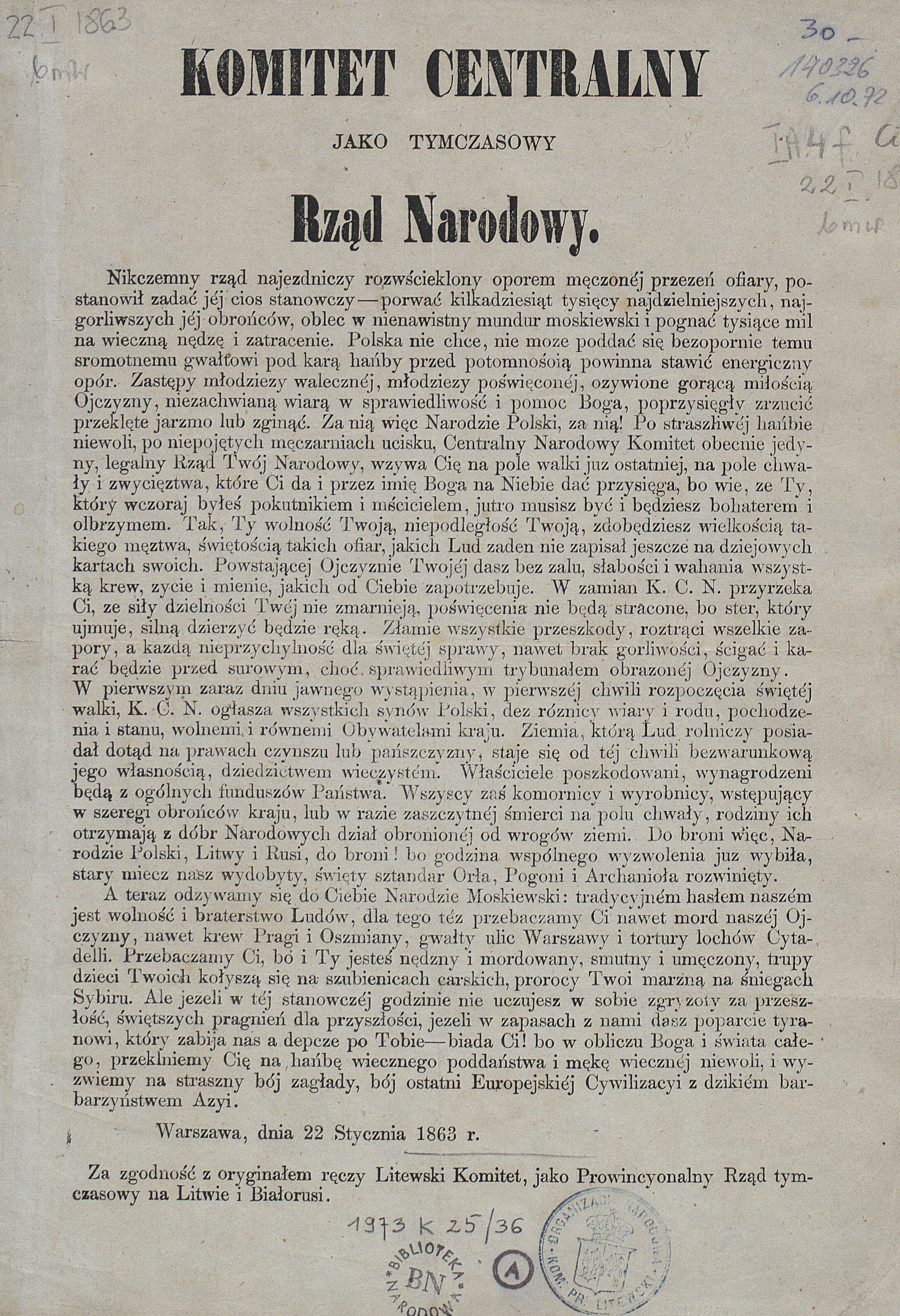
Manifest Tymczasowego Rządu Narodowego z 22 stycznia 1863, zapowiadający przeprowadzenie uwłaszczenia chłopów w Królestwie Polskim

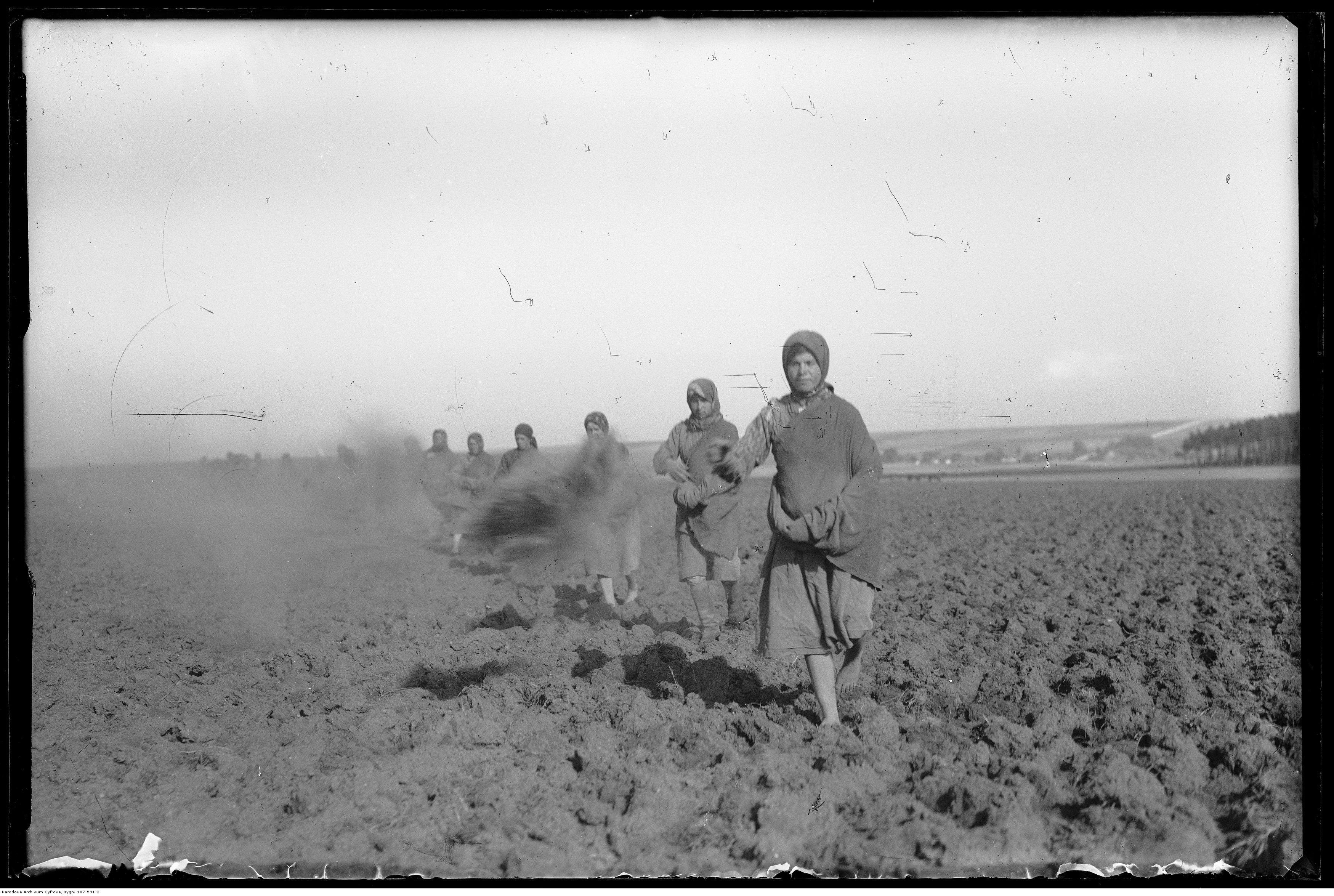
Przedwojenne polskie chłopki

Na ziemiach polskich już przed VI w. rozkład wspólnoty rodowej wiódł do wyodrębnienia się gospodarstw uprawianych przez poszczególne rodziny w ramach wspólnoty terytorialnej (opole). Co najmniej do X w. wolni chłopi, czyli smardowie, stanowili większość ludności.
W miarę powstawania dużych gospodarstw i folwarków ubożsi chłopi popadali w zależność typu feudalnego od możnych sąsiadów. W ciągu XI i XII w. większość chłopów utraciła wolność. W XIII w. nastąpiła względna poprawa położenia chłopów, jednak uległa odwróceniu od XIV w. Już statuty Kazimierza Wielkiego (1346), a jeszcze bardziej uchwała łęczycka (1418) ograniczyły prawo chłopów do opuszczania wsi. Statut piotrkowski 1496 roku i konstytucje sejmowe z początku XVI w. praktycznie przywiązały ich do ziemi. Wraz z pojawieniem się folwarku zaczął się powolny wzrost powinności i nawrót do renty odrobkowej. Już w 1. połowie XV w. pańszczyzna w dobrach kościelnych dochodziła do dwóch dni w tygodniu. W XVII w. pańszczyzna osiągała już wymiar 6 dni z łana, a poza tym wymagano od chłopów coraz więcej posług dodatkowych, formą wyzysku chłopów stały się także monopole dworskie, np. propinacyjny. Rozmiar gospodarstw chłopskich malał: w XVI w. wynosił przeciętnie pół łana, w 1. połowie XVII w. ćwierć łana, a w 2. połowie XVII w. przeważały gospodarstwa karłowate.
Kryzys gospodarki folwarczno-pańszczyźnianej skłonił niektórych magnatów w połowie XVIII w. do zmniejszania lub całkowitego znoszenia pańszczyzny i zastępowania jej czynszem. Równocześnie od połowy XVIII w. pod wpływem idei oświecenia kształtował się program reform zmierzających do ulżenia doli chłopów. Konstytucja 3 maja zapowiedziała wzięcie chłopów pod opiekę prawa, ustawa 1792 o sprzedaży królewszczyzn zapewniała chłopom tych dóbr wolność osobistą oraz własność użytkową ziemi, a nadto uwalniała z poddaństwa bezrolnych. Dalszą poprawę losu chłopów głosił Uniwersał połaniecki z 7 maja 1794. Klęska insurekcji kościuszkowskiej i III rozbiór Polski (1795) przekreśliły realizację zapowiedzianych reform.
Po rozbiorach losy chłopów na ziemiach polskich kształtowały się w zależności od sytuacji gospodarczej, obowiązującego prawa i polityki państw zaborczych. Poważniejsze zmiany ustrojowe przyniosły dopiero czasy napoleońskie. W Księstwie Warszawskim konstytucja z 1807 r. zniosła poddaństwo, zapewniając chłopom wolność osobistą i równość wobec prawa. W zaborze pruskim również zniesiono w 1807 r. poddaństwo osobiste chłopów, w 1808 r. przyznano chłopom własność ziemi na terenach państwowych, a edykt z 1811 r. zarządził stopniowe przeprowadzanie uwłaszczenia w dobrach prywatnych przez regulację gruntów. W zaborze austriackim uwłaszczenie chłopów zarządził patent cesarski z 1848 r. pod presją ruchów wolnościowych Wiosny Ludów. Najdłużej system folwarczno-pańszczyźniany utrzymał się w zaborze rosyjskim. Reforma z 1861 r. w Rosji nie objęła Królestwa i dopiero powstańczy Rząd Narodowy 22 I 1863 ogłosił uwłaszczenie chłopów, co skłoniło carat do zarządzenia uwłaszczenia 2 III 1864 na korzystniejszych dla chłopów warunkach niż w cesarstwie rosyjskim.
W zaborze rosyjskim i austriackim utrzymywały się liczne pozostałości stosunków feudalnych, jak serwituty i różne formy ukrytej pańszczyzny. W Galicji nędzę chłopów pogłębiał postępujący proces rozdrabniania gospodarstw. W tych dwóch zaborach utrzymywał się także po uwłaszczeniu dawny antagonizm między dworem a chłopską wsią. W 1846 roku w Galicji doszło do wybuchu Rabacji.
W końcu XIX w. we wszystkich trzech zaborach chłopi zaczęli zrzeszać się w kółkach rolniczych i w spółdzielniach, głównie oszczędnościowo-pożyczkowych. Z powodu dużego przeludnienia wsi na przełomie XIX i XX w. rozwinęła się emigracja stała i sezonowa z zaborów austriackiego i pruskiego za ocean i do Niemiec.
I wojna światowa przyniosła poważne zniszczenia i pogorszenie sytuacji chłopów. Pod koniec wojny i po jej zakończeniu, w okresie niepokojów społecznych w Polsce, chłopi organizowali wiece i demonstracje, a niekiedy występowali zbrojnie. Domagano się parcelacji ziemi dworskiej, na terenach Zachodniej Ukrainy i Białorusi chłopi zajmowali ziemię folwarczną. Największe natężenie wystąpień było na Lubelszczyźnie i w Galicji (Republika Tarnobrzeska).